# EIA RS-485
EIA RS-485 (acronimo di Electronic Industries Alliance Recommended Standard 485, più semplicemente come RS-485), equivalente allo standard Europeo CCITT V11, è una specifica ISO/OSI a livello fisico di una connessione seriale a due fili, half-duplex e multipunto. Lo standard specifica un sistema di gestione del segnale in forma differenziale: la differenza tra la tensione presente sui due fili costituisce il dato in transito. Una polarità indica un livello logico 1, quella inversa indica il livello logico 0. La differenza di potenziale deve essere di almeno 0,2 V per un'operazione valida, ma qualsiasi tensione compresa tra +12 V e −7 V permette il corretto funzionamento del ricevitore.
La EIA RS-485 specifica soltanto le caratteristiche elettriche del trasmettitore e del ricevitore. Non indica né raccomanda alcun protocollo per la trasmissione dei dati. EIA RS-485 permette la configurazione di reti locali a basso costo e comunicazioni multipunto. Permette una velocità di trasmissione molto elevata (35 Mbit/s fino a 10 m e 100 kbit/s a 1.200 m). Dal momento che utilizza un sistema di segnalazione con una tensione non trascurabile, con una linea bilanciata tramite l'impiego di un doppino (come avviene nella EIA RS-422), si possono raggiungere distanze relativamente notevoli (fino a poco più di 1.200 m).
Rispetto alla EIA RS-422, che ha un singolo circuito di pilotaggio, che non può essere spento, il trasmettitore per la EIA-485 viene messo in modalità di trasmissione in modo esplicito, applicando un segnale (CS). 
EIA RS-485, come l'EIA RS-422 può essere resa full-duplex utilizzando quattro fili (due doppini), ma dal momento che EIA-485 è una specifica di tipo multipunto, ciò non è necessario in molti casi. EIA-485 e EIA-422 possono risultare compatibili entro certi limiti: in caso di connessioni multipunto in cui viene usato, ad esempio, un protocollo di tipo polling/selecting il trasmettitore master e il suo relativo ricevitore possono essere di tipo EIA RS422 mentre tutte le periferiche slave devono essere con un'interfaccia di tipo EIA RS-485.
Le interfacce SCSI-2 e SCSI-3 ad esempio utilizzano queste specifiche per implementare il loro livello fisico.
EIA RS-485 è usata spesso con alcuni UART piuttosto comuni per implementare dei sistemi di comunicazione dati nelle cabine degli aerei commerciali. È anche utilizzata con i controllori logici programmabili (PLC), ad esempio nelle aziende e nelle fabbriche per protocolli di comunicazione di tipo proprietario. Dal momento che è differenziale, resiste alle interferenze di natura elettromagnetica provenienti dai motori e dalle stazioni di saldatura.
Questo standard viene al momento gestito dalla TIA ed è nominato TIA-485-A, Electrical Characteristics of Generators and Receivers for Use in Balanced Digital Multipoint Systems (ANSI/TIA/EIA-485-A-98) (R2003), che indica che lo standard è stato riconfermato senza modifiche tecniche nel 2003.